# Геранилацетат
Геранилацетат — сложный эфир гераниола и уксусной кислоты, представитель терпеноидов.
Полное название — ацетат 3,7-диметил-транс-2,6-октадиен-1-ола), C12H20O2.

## Свойства
Бесцветная или слегка желтоватая жидкость с цветочно-фруктовым запахом с оттенками розы и герани. Растворяется в этаноле (в 70%-ном в соотношении 1:8) и органических растворителях. Не растворяется в воде.

## Нахождение в природе и получение
Геранилацетат содержится более чем в 80 эфирных маслах. Получают этерификацией гераниола уксусной кислотой.

## Применение
Геранилацетат используется для составления парфюмерных композиций, а также в пищевых эссенциях.